# Juliane Hielscher
Juliane Hielscher (* 9. Mai 1963 in Hamburg) ist eine deutsche Journalistin, Fernsehmoderatorin und Buchautorin.

## Leben
Nach dem Abitur studierte Hielscher in Hamburg und in Buenos Aires (Argentinien) Philosophie und Germanistik. Seit 1988 arbeitete sie als Journalistin für verschiedene Medien, unter anderem als Redakteurin und Moderatorin für die Nachrichten und das Frühstücksfernsehen von Sat.1.
1996 war sie gemeinsam mit Andrea Beckmanns Gastgeberin der ARD-Talkshow Juliane & Andrea. Von 1998 bis 2007 war sie Anchormoderatorin des ZDF-Morgenmagazins. Seither arbeitet sie als freie Journalistin für das ZDF. Als Dozentin für Kommunikation und Fernsehjournalismus lehrt sie an der AMD-Berlin und der Medienakademie Berlin. Juliane Hielscher ist zertifizierte Medientrainerin und Mitglied im Bundesverband für Medientraining in Deutschland e.V.
2005 veröffentlichte sie ihren Debütroman Vom Leben und Sterben der Pinguinfische, für den sie den Debütpreis des Buddenbrookhauses (Lübeck) erhielt. In der Begründung der Jury hieß es, dass „Juliane Hielscher den überzeugenden Nachweis geliefert habe, dass mit klassischen Erzählstrukturen auch aktuelle Themen für den Leser packend dargebracht werden können.“ Bei der Verleihung des DeLiA-Preises 2006 erlangte der Roman den zweiten Platz. Im Juni 2006 wurde ihr zweites Werk, Verheißung oder Sessils geheime Geschichte, veröffentlicht. Als Sachbuchautorin ist sie zudem für Kürschners Politikkontakte tätig. Seit April 2018 ist sie Vorsitzende des Berliner Presse Clubs.
Juliane Hielscher lebt in Berlin und hat einen Sohn.

## Werke
- Vom Leben und Sterben der Pinguinfische. Frankfurt am Main 2005. ISBN 3-8218-5736-6
- Verheißung oder Sessils geheime Geschichte. Frankfurt am Main 2006. ISBN 3-8218-5737-4
- Medientraining. Rheinbreitbach 2015. ISBN 978-3-95879-000-1
- Lobbyarbeit. Rheinbreitbach 2017. ISBN 978-3-95879-051-3